# Бакински метрополитен
Бакински метрополитен, пълно име Бакински метрополитен „В. И. Ленин“ (на български: Lenin adına Bakı Metropoliteni – Ленин адъна Бакъ Метрополитени), е системата от линии и станции на метрото в Баку, Азербайджан.
Открито е на 6 ноември 1967 г. Има 27 станции, обща дължина на линиите 40,3 км и дължина на пероните 102 м. (могат да приемат 5-вагонни състави от модела 81 – 717/714 и 81 – 760/761).

## История
През 1932 г. започва разработка на проект за построяване на извънуличен транспорт (метро), но Втората световна война попречва на реализацията на тези планове.
С постановление на Министерския съвет на СССР се слага началото на проектирането и строителството на метрото (1949), утвърден е техническият проект (1951) и започва изграждането. Строителството е спряно и замразено през септември 1953 г. Възобновено е едва през 1960 г., но първоначалният проект е изменен и, вместо да се продължи прокопаването на тунелите към парк „Низами“ и ВЕЦ „Червена звезда“ (Черния град), се насочва към Монтино.
Още отначало станция „28 април“ (днес „28 май“) е замислена като обща кросплатформена възлова станция за 2-те линии.
На 6 ноември 1967 г. 5-ият метрополитен в СССР встъпва в експлоатация. Пусковият участък е с 6 станции и дължина 6,5 км.

## Перспективи
Извършват се подготвителни работи за строителството на още 3 станции: „Мушвиг“, „Джавадхан“ и „Автогарата“. На новите станции дължината на пероните ще бъде удължена от 102 м. до 137 м. Сега станциите приемат 5-вагонни композиции от модела 81 – 717/714 и 81 – 760/761, а в бъдеще станциите на Трета и Четвърта линия ще приемат 7- или 8-вагонни състави.
В началото на юли 2009 г. е съобщено, че френската компания Sistra е победител в търга за проектирането на нови 46 станции от разширението на метрото в Баку. Срокът за представянето на проекта е 14 месеца. Цената му е $5,5 млн. Строителството на новите станции ще се извършва от чешки и южнокорейски фирми. Съгласно договора всяка станция трябва да бъде предадена в течение на 14 до 16 месеца след началото на строителството.

## Открити участъци
- 6 ноември 1967 г.: Бакъ Совети – 28 май – Нариман Нариманов, 6,5 км.
- 22 февруари 1968 г.: 28 май – Шах Исмаил Хатаи, 2,3 км., „28 май“ е обща станция за 2-те линии.
- 5 май 1970 г.: Нариман Нариманов – Улдуз, 2,1 км.
- 7 ноември 1972 г.: Улдуз – Нефтчиляр, 5,3 км.
- 31 декември 1976 г.: 28 май – Низами Гянджеви, 2,2 км.
- 28 март 1979 г.: Нариман Нариманов – Бакмил, 0,5 км. (образувано разклонение)
- 31 декември 1985 г.: Низами Гянджеви – Мемар Аджеми, 6,5 км.
- 28 април 1989 г.: Нефтчиляр – Ахмедлъ, 3,3 км.
- 27 декември 1993 г.: Джафар Джаббарлъ предаден е участъкът „28 май – Мемар Аджеми“ от 1-ва линия, образувано е 3-маршрутно еднопътно движение; линия 2 се превръща в единствения еднопътен маршрут „Джафар Джаббарлъ – Шах Исмаил Хатаи“ (от 17 декември 2008 движението е двупътно)
- 10 декември 2002 г.: Ахмедлъ – Ази Асланов, 1,4 км
- 9 октомври 2008 г.: Мемар Аджеми – Насими, 1,7 км
- 30 декември 2009 г.: Насими – Азадлъг проспекти (бълг. Проспект на свободата), 1,3 км
- 29 юни 2011 г.: Азадлъг проспекти – Дарнагюль, 1,5 км
- 29 април 2016 г.: Мемар Аджеми-2 – Автовокзал, 2,1 км
- 29 май 2021 г.: Мемар Аджеми-2 – 8 Ноября
- 23 декември 2022 г.: Автовокзал – Ходжасан

## Преименувани станции
След съветския период и обособяването на Азербайджан като независима и суверенна държава, са преименувани 8 станции.
През 1992 г.:
- снтанция Аврора става Кара Карайев
- станция 28 април става 28 май
- станция 26 Бакъ Комиссаръ (бълг.: 26 бакински комисари) става Сахил
- станция Шаумян става Хатаи
- станция 11 Гъзъл Орду мейданъ става 20 януари
- станция Електрозаводска става Бакмил

През 2007 г.:
- станция Бакъ Совети (бълг.:Бакински съвет) става Ичери Шехер

На 30 декември 2011 г.:
- станция „Мешади Азизбеков“ става ст. „Кьороглу“.

## Подвижен състав
В метрото в Баку се използва подвижен състав,производство на Метровагонмаш (гр. Митишчи)В момента се експлоатират няколко типа подвижен състав:
81-717/714.5/5М ,които са преминали модернизация.
81-760/761/762Б -специална модификация на влаковете модел „Ока“ с асинхронни двигатели и тягово оборудване от Alstom
81-765/766/767.3 „Москва“.
Метрото се обслужва от единственото засега депо „Бакмил“.

## Произшествия
На 29 октомври 1995 г. в метрото в Баку се случва трагедия, окачествена като най-страшната в световните метрополитени: загиват между 287 и 317 души – повече, отколкото в най-големите терористични актове, извършвани в метрополитените.
В съботния 29 октомври в метрото е многолюдно. Влакът тръгва от станция „Улдуз“, а в тунела между 3-ти и 4-ти вагон става пробив на силов електропровод и зануляването му с корпуса на вагона. Волтовата дъга прогаря пода (както и азбестовата изолация) и избухва пожар. В резултат на неадекватната реакция от диспечерите, поради липса на достоверна информация за случилото се, след снемането на напрежението и започналата евакуация на пътниците е включена обратна тяга на вентилацията, нагнетяваща въздух от станцията в гръб на евакуиращите се. Връхлитащите пламъци и отровни газове от горящите вагони се стоварват върху хората. Повечето загинали са от задушаване, а силата на бушуващия пожар е била такава, че колелата на вагоните са се заварили за релсите.